# Lonicera robertsonii
Lonicera robertsonii är en kaprifolväxtart som beskrevs av James Sykes Gamble. Lonicera robertsonii ingår i släktet tryar, och familjen kaprifolväxter. Inga underarter finns listade i Catalogue of Life.